# Victor Turner
Victor Witter Turner Glasgow, Escócia (28 de maio de 1920 - 18 de dezembro de 1983) foi um antropólogo britânico, reconhecido por seu trabalho com símbolos, rituais e ritos de passagem. Trabalhou com Clifford Geertz e Richard Schechner.

## Drama Social
Segundo John Dawsey, em seu "Sismologia da performance: ritual, drama e play na teoria antropológica", os estudos de Victor Turner entre os Ndembu (1957), marcam um dos redemoinhos da história originária da noção de drama no campo da antropologia. Inspirando-se na tragédia grega Turner elabora um modelo de drama social.
Turner desenvolve o modelo de "ritos de passagem" estabelecido anteriormente pelo antropólogo francês Van Gennep. Gennep descreve os ritos de passagem envolvendo três "momentos" ou sub-ritos:
- separação (preliminares)
- transição ("liminares")
- reagregação.(pós-liminares)

No drama social de Turner são definidos quatro momentos:
- ruptura
- crise e intensificação da crise
- ação reparadora
- desfecho (que pode levar à harmonia ou cisão social).

Clifford Geertz afirma que o uso deste modelo acarreta "uma fórmula para todas as estações" (1983b, p. 28).

## Max Gluckman
Beth Barrie em artigo de 1998 BIOGRAPHIES: VICTOR TURNER descreve a visão de Turner do ato ritual como um agente de mudança dentro do grupo social. Assim, justapõe Turner a interpretação estruturalista da época com um processo mais dinâmico de entendimento da ação do ritual em determinada sociedade. Turner mostra então grande influência de seu orientador em Manchester, adaptando as ideias de trocas processionais apontadas por Max Gluckman ao estudo do ritual. (http://www.indiana.edu/~wanthro/theory_pages/Turner.htm Beth Barrie)

## Livros e capítulos de livros
- O Processo Ritual Estrutura e Anti Estrutura. (1974). Vozes
- Floresta de Símbolos: aspectos do ritual Ndembu. (2005) Rio de Janeiro: Eduff, 490 pgs.
- Dramas, Campos e Metáforas. (2008). Rio de Janeiro: Eduff ISBN 978-85-228-0419-1

espanhol
- El Proceso Ritual. Estructura y Antiestructura (1988). Madrid: Taurus Alfaguara, S.A, 223 pp. Versión revisada por Beatriz García Ríos.
- Selva de los Símbolos (1990) SIGLO XXI Madrid ISBN: 978-84-323-0389-0

inglês
- Schism and Continuity in an African Society (1957), Manchester University Press
- The Forest of Symbols: Aspects of Ndembu Ritual (1967), Cornell University Press 1970 paperback: ISBN 0-8014-9101-0
- Drums of Affliction: A Study of Religious Processes Among the Ndembu of Zambia (1968), Oxford University Press
- The Ritual Process: Structure and Anti-Structure (1969), Aldine Transaction 1995 paperback: ISBN 0-202-01190-9
- Dramas, Fields, and Metaphors: Symbolic Action in Human Society (1974), Cornell University Press 1975 paperback: ISBN 0-8014-9151-7
- Revelation and Divination in Ndembu Ritual, Cornell University Press, Nueva York y Londres, (1975).
- Variations of the theme of liminality (1977). In Secular Ritual. Ed. S. Moore & B. Myerhoff. Assen: Van Gorcum, 36-52.
- Image and Pilgrimage in Christian Culture (1978), Edith L. B. Turner (coauthor), Columbia University Press: ISBN 0-231-04287-6
- Social dramas and stories about them (1981). In W. J. T. Mitchell, On narrative. 137-164. Chicago: University of Chicago Press.
- From Ritual to Theatre: The Human Seriousness of Play (1982), PAJ Publications paperback: ISBN 0-933826-17-6
- Celebration Studies in Festivity and Ritual Smithsonian Inst Pr (1984)ISBN-10: 0874749204
- Liminality, Kabbalah, and the Media (1985), Academic Press
- On the Edge of the Bush: Anthropology As Experience (Anthropology of Form and Meaning)  (1985) Phoenix, Arizona
- The Anthropology of Experience (org.) (1986), University of Illinois Press 2001 paperback: ISBN 0-252-01249-6
- The Anthropology of Performance (1987), PAJ Publications paperback: ISBN 1-55554-001-5
- Carnival, ritual, and play in Rio de Janeiro (1987). In Alesandro Falassi, Time out of time: essays on the festival. 74-90. Albuquerque: University of New Mexico Press.

## Sobre Turner
- Dawsey, John. Sismologia da Performance. Revista de Antropologia.v.50 n.2 São Paulo dez. 2007[ligação inativa]
- Dawsey, John. Victor Turner e a Antropologia da Experiência. Cadernos de Campo

inglês
- Babcock, Barbara A., & Macaloon, John J (janeiro de 1987), «Commemorative essay: Victor W. Turner (1920-1983)», Semiotica, ISSN 1613-3692, 65 (1-2): 1–28, doi:10.1515/semi.1987.65.1-2.1
- Graham St John (ed.) 2008. Victor Turner and Contemporary Cultural Performance.  New York: Berghahn. ISBN 1845454626. Artigo sobre o livro